# Krone Augusts II.

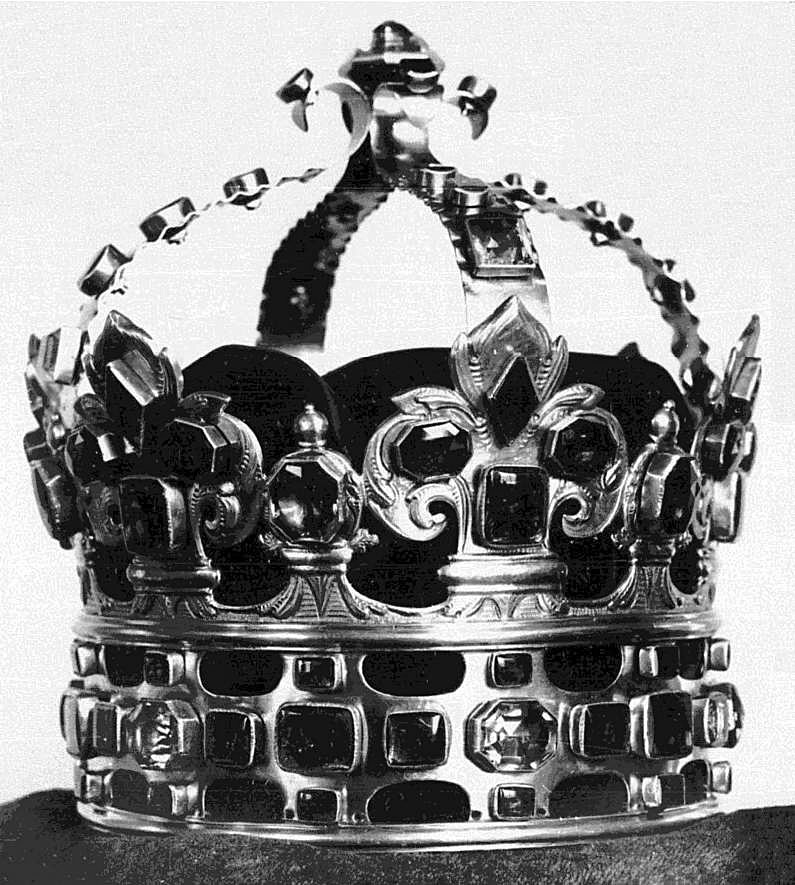
Krone von August II., dem Starken (1930er)

Die Krone Augusts II. ist eine polnische Königskrone. August II. ließ die Krone anfertigen, da er aufgrund der Umstände seiner Wahl zum polnischen König im Juni 1697 befürchtete, dass ihm die bisherigen königlichen Insignien verweigert würden. Letztlich blieb die Krone unbenutzt. Sie wird in der Rüstkammer der Staatlichen Kunstsammlungen Dresden aufbewahrt.
Die Krone wurde 1697 von dem aus Freiburg stammenden deutschen Goldschmied Johann Friedrich Klemm angefertigt. Der sächsische Kurfürst Friedrich August I. war am 26./27. Juni 1697 in einer umkämpften Doppelwahl von Teilen des polnischen Adels zum polnischen König gewählt worden; sein Königsname wurde August II., wonach er auch August der Starke genannt wurde. Auf der Gegenseite befand sich als potentieller zukünftiger polnischer König der französische Adelige François Louis de Bourbon, prince de Conti. Da es August II. kurz vor seiner Krönung zum polnischen König mit Hilfe von Mönchen gelang, an die polnischen Kronjuwelen in Warschau inklusive der bisherigen polnischen Krone zu gelangen, bedurfte er bei seiner Krönung am 15. September 1697 der neu angefertigten Krone nicht. Er behielt sie als Teil seiner privaten Insignien (Krone, Zepter und Reichsapfel) in Dresden. Sie war die spätere Königskrone des Königreichs Sachsen.